# ヌフシャトー (ヴォージュ県)
ヌフシャトー （Neufchâteau）は、フランス、グラン・テスト地域圏、ヴォージュ県のコミューン。

## 地理
ヌフシャトーは、ムーズ川とムーゾン川が交差し、ヴォージュ平野を見下ろす位置にある小さなまちである。シャンパーニュ地方に向かって開けており、A31や高速道74号線、メス、ナンシー、ディジョン、リヨンへ向けた路線が通るフランス国鉄の駅がある。

## 歴史
単に音声学上の類似において、様々な歴史家たちが、ヌフシャトーはタブラ・ペウティンゲリアナに載っている古いローマの駅、ノヴィオマグス（Noviomagus、新しい市場）であると誤ってみなしてきた。一方、他の作家たちはノヴィオマグスがニジョンとポンピエールの間にあったとしている。
ローマ時代のヌフシャトーは、リヨン＝トリーア間に通るローマ街道沿いの市場町であった。ロレーヌ公ジェラール1世の子、ティエリー2世時代の11世紀に城が建てられ、その名がノヴム・カストルム（Novum Castrum）であることが我々も確認できる。
ヌフシャトーはロレーヌではなくシャンパーニュに位置している。実際、1220年、ロレーヌ公マチュー2世はトロワ伯妃ブランシュと彼女の息子であるシャンパーニュ伯ティボー4世に敬意を払い、ヌフシャトーにかかる手数料を納めていた。
ヌフシャトーはロレーヌ有数の歴史の古いまちである。ロレーヌ公マチュー2世は住民が代議員13人を選び、その中から首長を選出する権利を含む憲章を1321年に授け、ヌフシャトーはロレーヌ公国最初の憲章自由都市となった。これについてはシャンパーニュ伯も認証していた。ヌフシャトーは、ロレーヌ公国とフランス王国間の紛争を解決するための定期的な会合の主催地であった。1545年、ロレーヌ公妃クリスティーヌ・ド・ダヌマルクは公国の全体議会をヌフシャトーで開催した。
ヌフシャトーの防衛施設は宰相リシュリューによって破壊された。1766年にロレーヌ公スタニスラスが死ぬとフランスはロレーヌ公国を吸収した。フランス革命後にはヌフシャトーは郡庁所在地となった。革命期の地名はムゾン＝ムーズ（Mouzon-Meuse）であった。ナポレオン戦争、普仏戦争、第二次世界大戦で、ヌフシャトーは繰り返し外国の軍勢に占領された。
1940年6月19日、戦争捕虜となっていたフランス軍人たち（大半がセネガル人歩兵たちであった）が、ヌフシャトーにおいてドイツ軍によって殺害された。

## 姉妹都市
- ドイツ ヘリンゲン
- ドイツ ハム
- ポルトガル ミランダ・ド・コルヴォ
- 日本 愛知県新城市